# Otto-Pflanzung Kilossa
Die Otto-Pflanzung Kilossa (auch Otto-Plantage Kilossa oder selten Heinrich-Otto-Pflanzung/Plantage) war ein landwirtschaftlicher Großbetrieb bei Kilosa, Deutsch-Ostafrika (heute Tansania).

## Geschichte

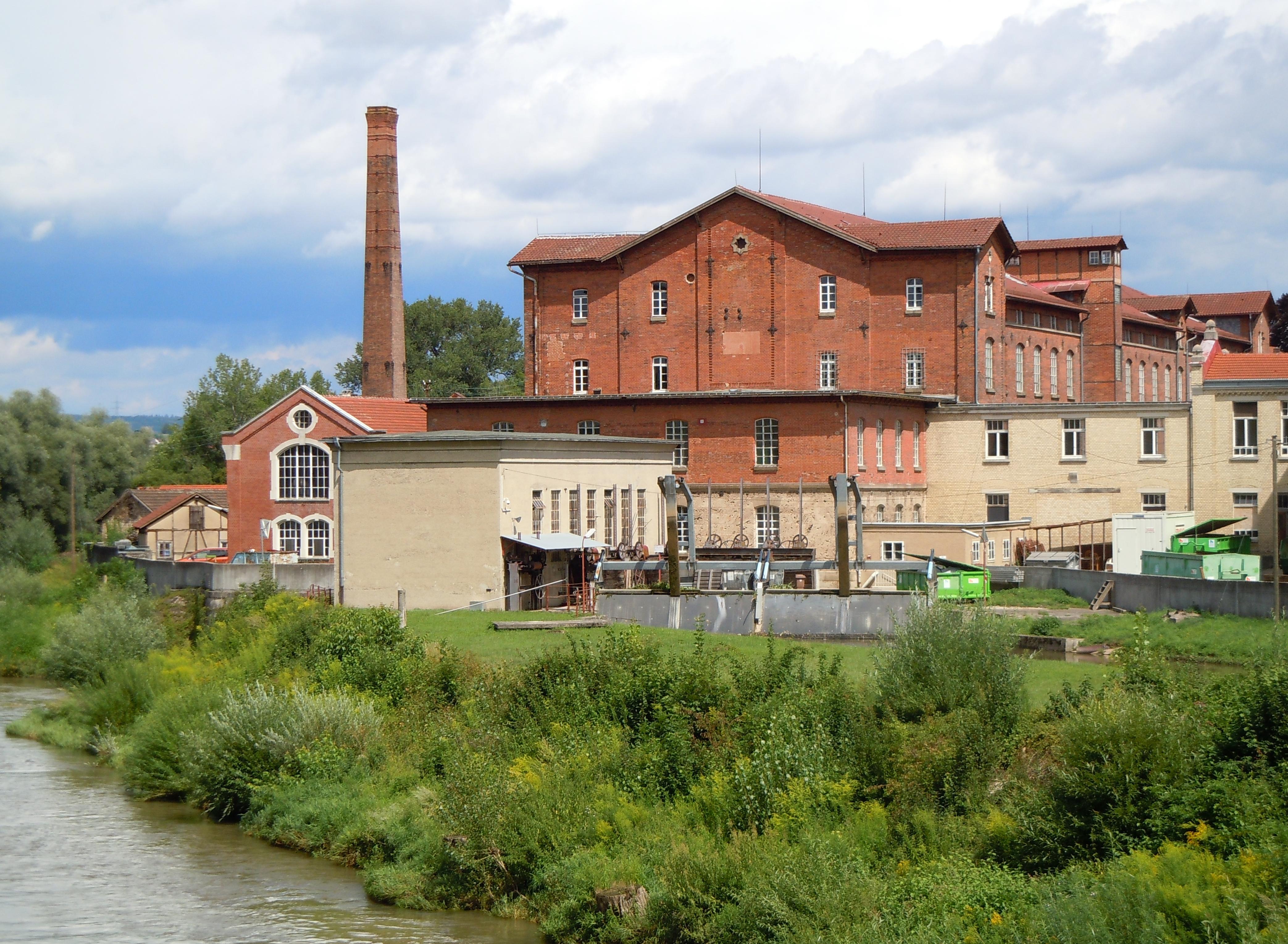
Das Gebäude der Firma Heinrich Otto & Söhne in Wendlingen-Unterboihingen von 1861 (Foto von 2019).

Die Plantage wurde 1907 von den württembergischen Industriellen Heinrich Otto, Fritz Engels und Fritz Robert Otto gegründet, die in Reichenbach an der Fils und in Unterboihingen Textilfirmen betrieben. Der Geschäftszweck bestand hauptsächlich darin, Baumwolle auf deutschem (Kolonial-)Boden selbst anzubauen, um die eigenen Spinnereien und Webereien zu versorgen. Dies sollte die Abhängigkeit von ausländischen Lieferanten, vor allem in den Vereinigten Staaten, reduzieren. Neben Baumwolle wurden auf der Plantage auch Kautschuk, Kokospalmen und Sisal als ergänzende Anbauprodukte kultiviert. Die Pflanzung erstreckte sich über eine Fläche von mehr als zehn Quadratkilometern. Sie lag 3 Kilometer von Kilossa entfernt in unwegsamen Gelände. Die nächste Bahnstation befand sich anfangs fast 100 Kilometer entfernt, da die Mittellandbahn noch im Bau war.

### Entwicklung bis zum Ersten Weltkrieg

Landschaft bei Kilossa zur Kolonialzeit (vor 1910)

Der Aufbau der Pflanzung stellte eine logistische und finanzielle Herausforderung dar. Die Gesellschafter investierten insgesamt 1,2 Millionen Mark privaten Kapitals und beauftragten den erfahrenen Tropenpflanzer Ranga Reinhart Kaundinya, die Leitung zu übernehmen. Kaundinya, der in Indien aufgewachsen war und selbst eine Baumwollplantage betrieben hatte, wurde mit der Organisation der Arbeiten betraut. Er setzte auf den Einsatz moderner Technik. So wurden 1908 zwei Dampfpflüge mit 16 PS der Herstellers A. Heucke über 100 Kilometer von der Bahnstation Morogoro bis zur Plantage transportiert. Diese Geräte konnten ganze Felder am Stück pflügen und ermöglichten damit die Bewirtschaftung in großem Maßstab. Im Jahr 1913 kam eine leistungsstärkere 80-PS-Lokomobile des Herstellers Lanz hinzu, um noch mehr Maschinen anzutreiben. Zur Abtrennung der Baumwollfasern von den Samenkernen ließ Heinrich Otto eine Entkörnungsmaschine mit einem 25-PS-Petroleum-Motor aufstellen.
Allerdings waren die Betriebskosten der Pflanzung mit anfangs fünf weißen und 140 schwarzen Beschäftigten sehr hoch. Die hohen Gehälter für das europäische Maschinen- und Aufsichtspersonal belasteten das Budget stark, da die Löhne wesentlich höher waren als die der afrikanischen Arbeiter. Die moderne Technik brachte zudem eigene Probleme mit sich: Die schweren Dampfpflüge durchdrangen die nur dünne Humusschicht, was die Bodenqualität minderte. Hinzu kamen unregelmäßige Regenfälle und die Anfälligkeit der gewählten Baumwollsorten für Schädlinge, wodurch die Ernteerträge oft hinter den Erwartungen zurückblieben. Ein vertrauliches Gutachten des Reichskolonialamts stellte im Jahr 1909 fest, dass der Einsatz der Dampfpflüge zu früh und mangelhaft war, was zusätzliche Kosten verursachte.
Trotz dieser Rückschläge zeigte die Pflanzung im Jahr 1913 erste Erfolge. Die Produktion belief sich auf etwa 300 Tonnen Baumwolle, 26 Tonnen Kautschuk, 23 Tonnen Kokosprodukte und 16 Tonnen Sisal. Die Gesellschafter der Pflanzung investierten weiterhin in die Infrastruktur, darunter der Ausbau eines Maschinenhauses, neuer Baumwollschuppen, eine vier Kilometer lange Wasserleitung und eine 16 Kilometer lange Feldbahn. Fritz Otto inspizierte 1913 die Plantage und dokumentierte die Fortschritte in detaillierten Berichten. Er berechnete, dass die Pflanzung in diesem Jahr erstmals ohne Verluste betrieben werden könnte. Tatsächlich wurde in diesem Jahr ein Gewinn von 18.000 Mark erwirtschaftet.

### Ende und wirtschaftliche Bilanz
Doch der Erste Weltkrieg beendete die hoffnungsvolle Entwicklung abrupt. Die britische Blockade verhinderte die Versorgung der Kolonie. Im Jahr 1916 wurde die Plantage von den britischen Truppen unter dem südafrikanischen General van Deventer eingenommen. Der Betrieb musste eingestellt werden, und das gesamte Projekt endete. Nach dem Krieg summierten sich die Verluste auf über 1,7 Millionen Mark, was das Unternehmen letztlich zu einem wirtschaftlichen Fehlschlag machte.  Die von der Otto-Pflanzung nach Deutschland gelieferte Baumwolle deckte nur ein bis fünf Prozent des Bedarfs ihrer Inhaber.
Vom 24. April bis zum 30. Juni 2016 zeigte das Stadtmuseum Wendlingen am Neckar die Sonderausstellung Otto Pflanzung Kilossa 1907–1916.